# Urien
Urien is een fictieve persoon die voorkomt in de computerspellen van Capcoms Street Fighter-reeks. Hij is eveneens een speelbaar personage in Capcom Fighting Evolution. Het eerste spel waarin hij voorkwam was Street Fighter III: 2nd Impact.

## Voorkomen
Hij gaat - net als zijn oudere broer, de eindbaas Gill - slechts gekleed in een wit broekje. In Street Fighter III is Urien vóór elk duel te zien met zakenkleding aan en een lichte huid. Wanneer het duel begint verdwijnt de kleding en wordt zijn huid donkerder.

## Achtergrond
Evenals de overige Street Fighter III-personages heeft Urien geen officiële biografie. Hij probeerde ooit de leider te worden van de Illuminati, maar toen hij dacht hierin geslaagd te zijn, kwam hij erachter dat Gill hem te slim af was geweest. Nu wil Urien zijn broer van zijn troon stoten met gebruikmaking van een eigen leger. Terwijl zijn broer vuur en ijs aanwendt tijdens de strijd, maakt Urien gebruik van de bliksem en kan hij zijn lichaam omzetten in flexibel metaal.

## Technieken
Urien heeft zo goed als dezelfde bewegingen als Gill, echter de joystickbewegingen en/of knoppencombinaties die moeten worden ingevoerd voor aanvalstechnieken zijn anders. Ook richten zijn aanvallen minder schade aan dan die van zijn broer. Zijn speciale technieken zijn:
- Metallic Sphere
- Chariot Tackle
- Violence Knee Drop
- Dangerous Headbutt

## Citaten
- "Get ready to die!"
- "You've got no chance."
- "Pitiful scum!"
- "How doest thou suck? Let me count thy wounds."
- "You die!"

## Trivia
- Uriens stem werd in eerste instantie ingesproken door Yuji Ueda. In SF III: 3rd Strike was Lawrence Bayne de stemacteur.

Abel · 
Adon · 
Akuma · 
Alex · 
Balrog · 
Birdie · 
Blanka · 
Cammy · 
Charlie · 
Chun-Li · 
Cody · 
Crimson Viper · 
Dan · 
Dee Jay · 
Dhalsim · 
De Dolls · 
Dudley · 
Eagle · 
E. Honda · 
Elena · 
El Fuerte · 
Fei Long · 
Gen · 
Gill · 
Gouken · 
Guile · 
Guy · 
Hakan · 
Hugo · 
Ibuki · 
Ingrid · 
Juri · 
Karin · 
Ken · 
M. Bison · 
Makoto · 
Necro · 
Oni · 
Oro · 
Poison · 
R. Mika · 
Remy · 
Rolento · 
Rose · 
Rufus · 
Ryu · 
Sagat · 
Sakura · 
Sean · 
Seth · 
T. Hawk · 
Twelve · 
Urien · 
Vega · 
Yang · 
Yun · 
Zangief